# Ratpenat nasofoliat de Cox
El ratpenat nasofoliat de Cox (Hipposideros coxi) és una espècie de ratpenat de la família dels hiposidèrids. Viu de forma endèmica a Malàisia. El seu hàbitat natural és desconegut. No hi ha cap amenaça significativa per a la supervivència d'aquesta espècie.